# Order Lojalności i Dzielności
Order Lojalności i Dzielności (chiń. trad. 忠勇勳章; pinyin Zhōngyǒng xūnzhāng) – nieposiadające podziału na klasy odznaczenie wojskowe Republiki Chińskiej.
Ustanowione 23 września 1944. Przyznawane za męstwo i wybitne dowodzenie podczas bitwy.